# 何玉华
何玉华（1953年5月—），天津武清人，汉族，中华人民共和国政治人物，中國共產黨党员，第十一届全国人民代表大会广东地区代表。
毕业于中国人民大学会计学专业。2007年5月曾任广州铁路（集团）公司董事长。2008年起担任全国人大代表，2010年5月调离广铁，2011年10月至2013年1月任北京铁路局局长。